# Hospital Eduardo Santos Silva

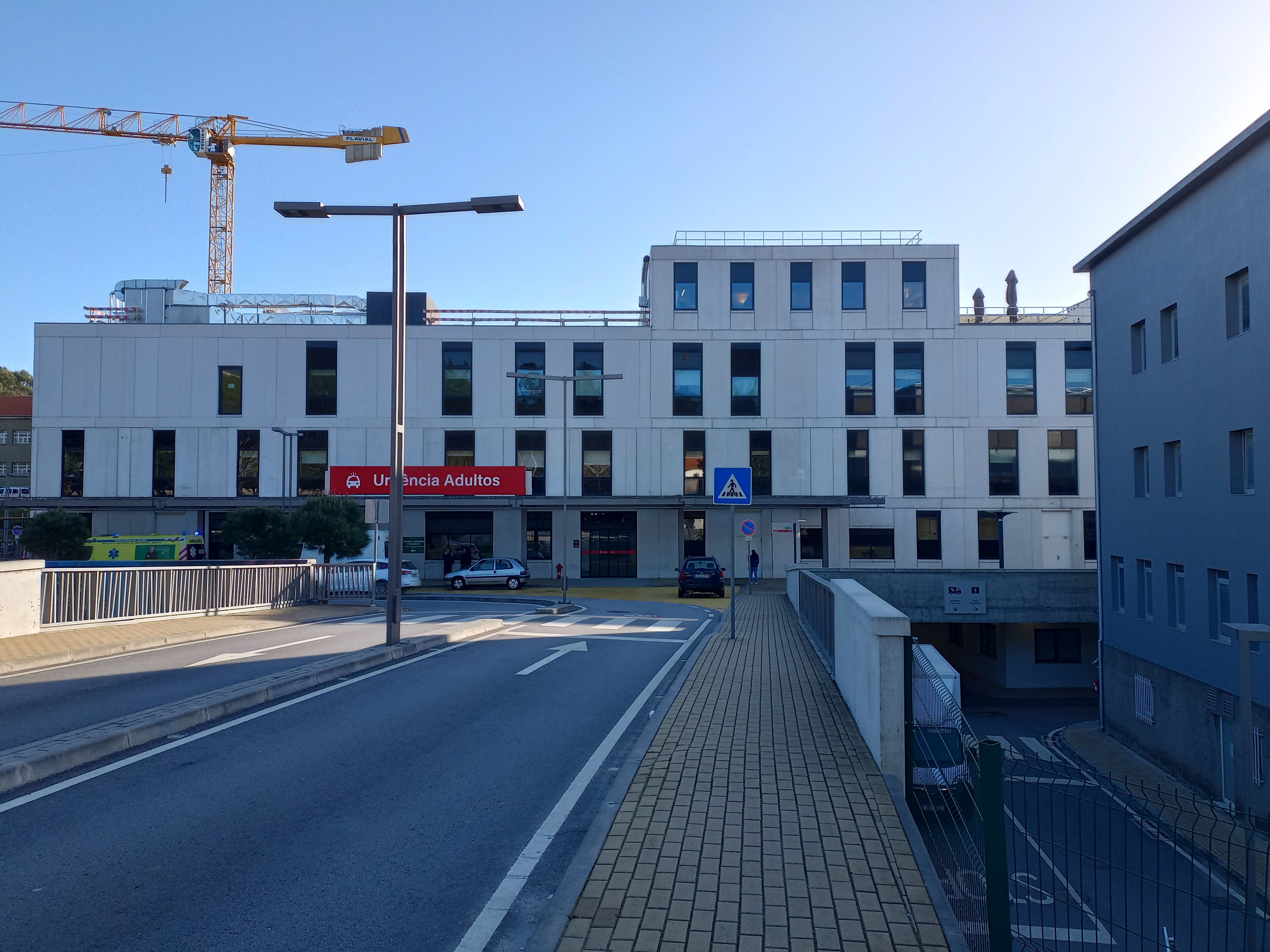
Urgências do Hospital Eduardo Santos Silva

O Hospital Eduardo Santos Silva é um hospital público do Serviço Nacional de Saúde situado na cidade de Vila Nova de Gaia, em Portugal. É a principal unidade de cuidados hospitalares da Unidade Local de Saúde de Gaia e Espinho.
O edifício onde atualmente funciona o Hospital Eduardo Santos Silva foi inaugurado em 1947. Na época tinha a função de sanatório e era denominado Sanatório D. Manuel II. Com a alteração da política de saúde na área da tuberculose, em 1975 o sanatório foi convertido em Hospital Geral Central. Em 1977 foi criado o Centro Hospitalar de Vila Nova de Gaia, agregando o Hospital Eduardo Santos Silva, que era propriedade do Estado, com o Hospital Distrital de Gaia, na época propriedade da Misericórdia de Gaia, e o Sanatório Marítimo do Norte. Em 2007 o Centro Hospitalar de Vila Nova de Gaia foi fundido com o Hospital de Espinho, dando origem ao Centro Hospitalar de Vila Nova de Gaia/Espinho (CHVNG/E). Em janeiro de 2024, foi criada a Unidade Local de Saúde de Gaia e Espinho, que integrou os centros hospitalares do CHVNG/E com os centros de saúde dos agrupamentos de centros de saúde do Grande Porto VII (Gaia) e do Grande Porto VIII (Espinho/Gaia).